# Akaziengrasmücke
Die Akaziengrasmücke (Curruca leucomelaena; Syn. Sylvia leucomelaena) oder Blanford-Grasmücke ist ein Singvogel aus der Gattung der Grasmücken (Sylvia). Sie brütet in Akazienbeständen in Halbwüsten.

## Beschreibung

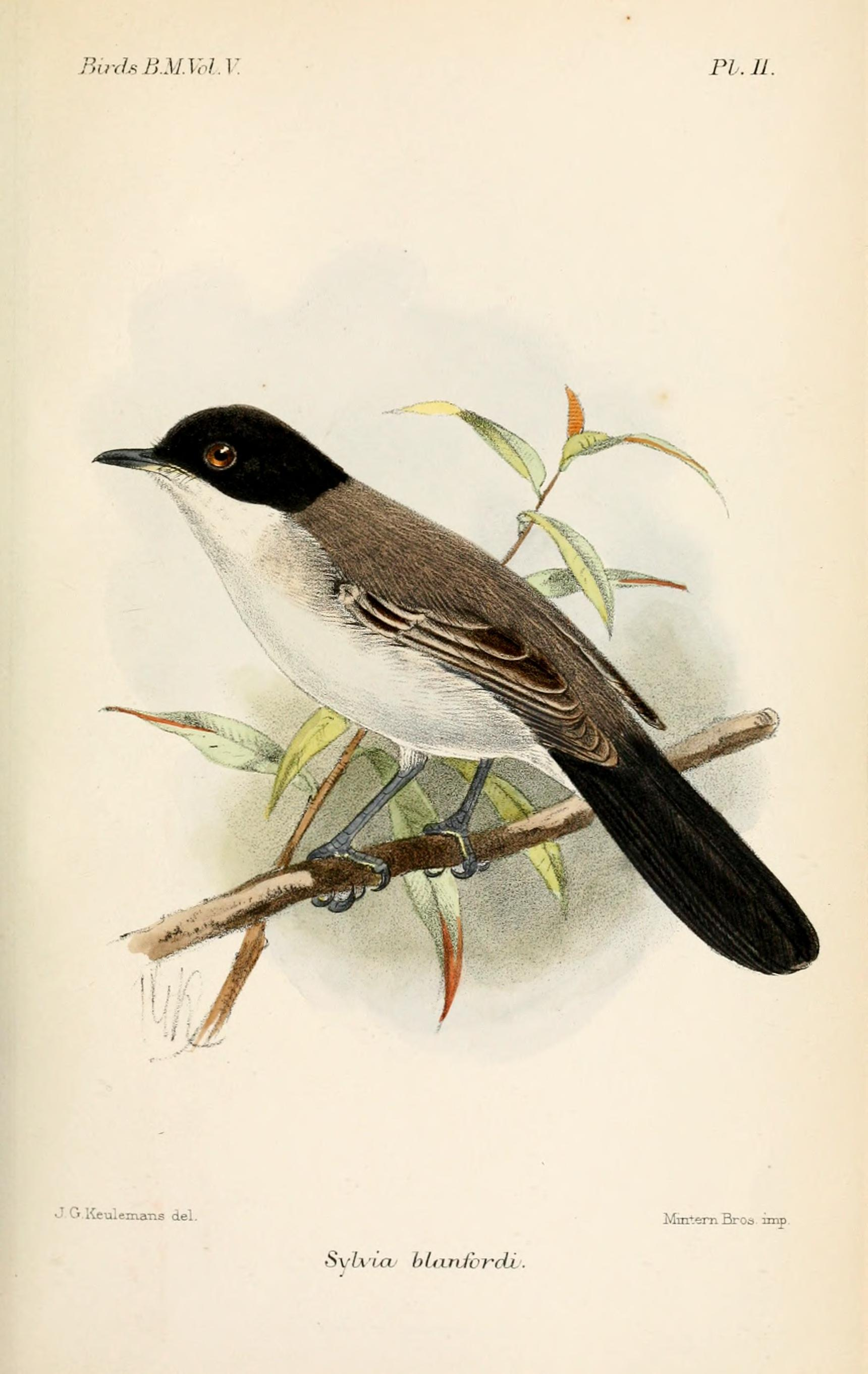
Akaziengrasmücke, Illustration

Mit 14,5 bis 16 Zentimetern Länge ist sie eine der größeren Grasmücken. Sie sieht der Orpheusgrasmücke ähnlich, hat jedoch einen längeren, gerundeten Schwanz als diese, weiße Spitzen und keine weißen Kanten an den äußeren Schwanzfedern. Im Gegensatz zur Orpheusgrasmücke ist die Iris dunkel und der Augenring heller. Männchen und Weibchen sehen gleich aus und haben einen dunkleren Kopf als die Männchen der Orpheusgrasmücke. Im Schlichtkleid ist der Kopf und Rücken bräunlich. Immature haben einen braungrauen Scheitel.
Die Akaziengrasmücke ist vergleichsweise scheu und rastlos in ihrem Lebensraum – oft Akazienbestände – in Bewegung. Sie schlägt ständig mit dem Schwanz nach unten.

## Stimme
Der Ruf ist ein schnalzendes „t(r)ack“, das mehrfach wiederholt wird.
Der klare, wohlklingende Gesang besteht aus kurzen Strophen mit großen Tonsprüngen. Er erinnert an die Mönchsgrasmücke und die östliche Orpheusgrasmücke.

## Lebensraum und Verbreitung
Die Akaziengrasmücke lebt in offenen Landschaften der Halbwüsten und Savannen. Sie hält sich vorwiegend in Akazienbeständen auf, in denen sie auch brütet.
Ihr Verbreitungsgebiet ist der Osten Afrikas und der Westen der Arabischen Halbinsel.